# さいたま市立与野八幡小学校
さいたま市立与野八幡小学校（さいたましりつ よのはちまんしょうがっこう）は、埼玉県さいたま市中央区にある公立小学校。

## 沿革
- 1974年（昭和50年）4月1日 - 与野市立八幡小学校として開校。
- 2001年（平成13年）5月1日 - さいたま市誕生により、さいたま市立与野八幡小学校に改称。旧大宮市に市立八幡（読みは「やはた」）中学校が所在するため、「与野」の冠称を加えた。因みに、中学校は「大宮」の冠称を加えてさいたま市立大宮八幡中学校に改称された。
- 2014年 (平成26年) - 開校40周年

## 交通
- JR埼京線北与野駅から徒歩8分。

## 著名な出身者
- 川島永嗣（元サッカー日本代表）
- 角田涼太朗（プロサッカー選手）
- 中野雅臣（サッカー選手）
- 平田快笙（ラグビー選手）